# Citellophilus transcaucasicus
Citellophilus transcaucasicus är en loppart som först beskrevs av Ioff et Argyropulo 1934.  Citellophilus transcaucasicus ingår i släktet Citellophilus och familjen fågelloppor. Inga underarter finns listade i Catalogue of Life.